# دوريس فيتشين
دوريس فيتشين (25 أكتوبر 1968 - 15 مارس 2025) كانت لاعبة كرة قدم ألمانية لعبت في مركز خط الوسط.
تعتبر إلى جانب مارتينا فوس وسيلفيا نيد، أنجح لاعبة كرة قدم نسائية في ألمانيا، حيث فازت بسبعة ألقاب وطنية وستة كؤوس للاتحاد الألماني لكرة القدم. تنافست فيتشين تحت علم ألمانيا في دورة الألعاب الأولمبية الصيفية عامي 1996 و2000.

## المسيرة الكروية
وُلِدت فيتشين في زيفين. وقَّعت مع اتحاد كرة القدم النسائي المتحدة قبل الموسم الافتتاحي في عام 2001. عُينت في فريق فيلادلفيا تشارج وسجلت أول هدف للفريق على الإطلاق في فوز 2-0 على سان دييجو سبيريت في 22 أبريل 2001. على الرغم من غيابها عن الجزء الأخير من الموسم بسبب إصابة في المعصم كان يمكن أن تنهي مسيرتها المهنية، اختيرت فيتشين كأفضل لاعبة دفاعية في اتحاد كرة القدم النسائية المتحدة لهذا العام.

## المسيرة الدولية
كان أول ظهور لفيتشين مع منتخب ألمانيا الغربية في 4 أكتوبر 1986؛ في فوز 2-0 على الدنمارك. وسجلت هدفها الدولي الأول في نفس المباراة بعد دخولها بديلة.
في بطولة أوروبا لكرة القدم للسيدات عام 1989، كانت فيتشين جزءًا مهمًا من الفريق الذي فاز بأول لقب كبير لألمانيا الغربية. أطلق عليها الاتحاد الأوروبي لكرة القدم لقب اللاعبة الذهبية في البطولة.
بعد تقاعدها، حصلت فيتشين على جائزة الإنجاز الخاصة من الاتحاد الأوروبي لكرة القدم، لمساهمتها المتميزة في كرة القدم النسائية.

## الحياة الشخصية والوفاة
عاشت فيتشين مع شريكها وأنجبت ولدًا.
في 16 مارس 2025، توفيت فيتشين بعد مرض طويل وخطير، وقد بلغت السادسة والخمسين.

## وصلات خارجية
- دوريس فيتشين على موقع الاتحاد الدولي (مؤرشف)  (الإنجليزية)
- دوريس فيتشين على موقع قاعدة بيانات كرة القدم.إي يو (الإنجليزية)
- دوريس فيتشين على موقع Soccerway.com (الإنجليزية)
- دوريس فيتشين على موقع عالم كرة القدم.نت (الإنجليزية)
- دوريس فيتشين على موقع أوليمبيديا (الإنجليزية)